# Chiesa del Sacro Cuore di Gesù (Cholon)
La chiesa del Sacro Cuore di Gesù (Nhà thờ Chợ Quán in vietnamita, Église du Sacré Cœur de Jésus in francese) è una chiesa cattolica della città di Ho Chi Minh, già Saigon, in Vietnam, situata nel quartiere di Cholon. Dipende dall'arcidiocesi di Ho Chi Minh.

## Storia
La chiesa venne eretta in età coloniale nel 1896, sul sito di una precedente chiesa risalente al 1727, a sua volte distrutta e ricostruita a più riprese nei decenni precedenti. Questo fa della chiesa la più antica della città di Ho Chi Minh.

## Descrizione
La chiesa presenta uno stile neoromanico.

## Galleria d'immagini

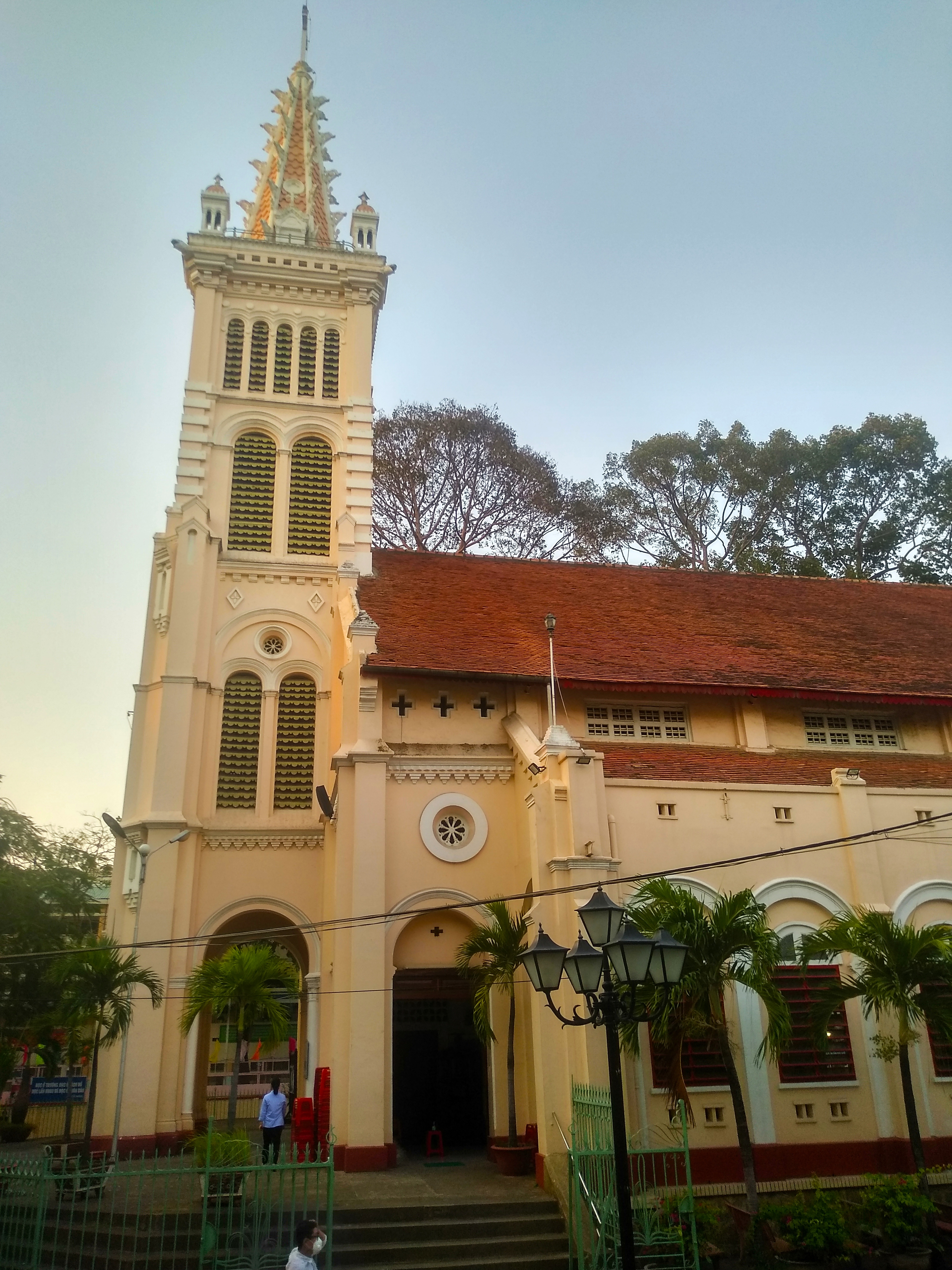
Veduta laterale
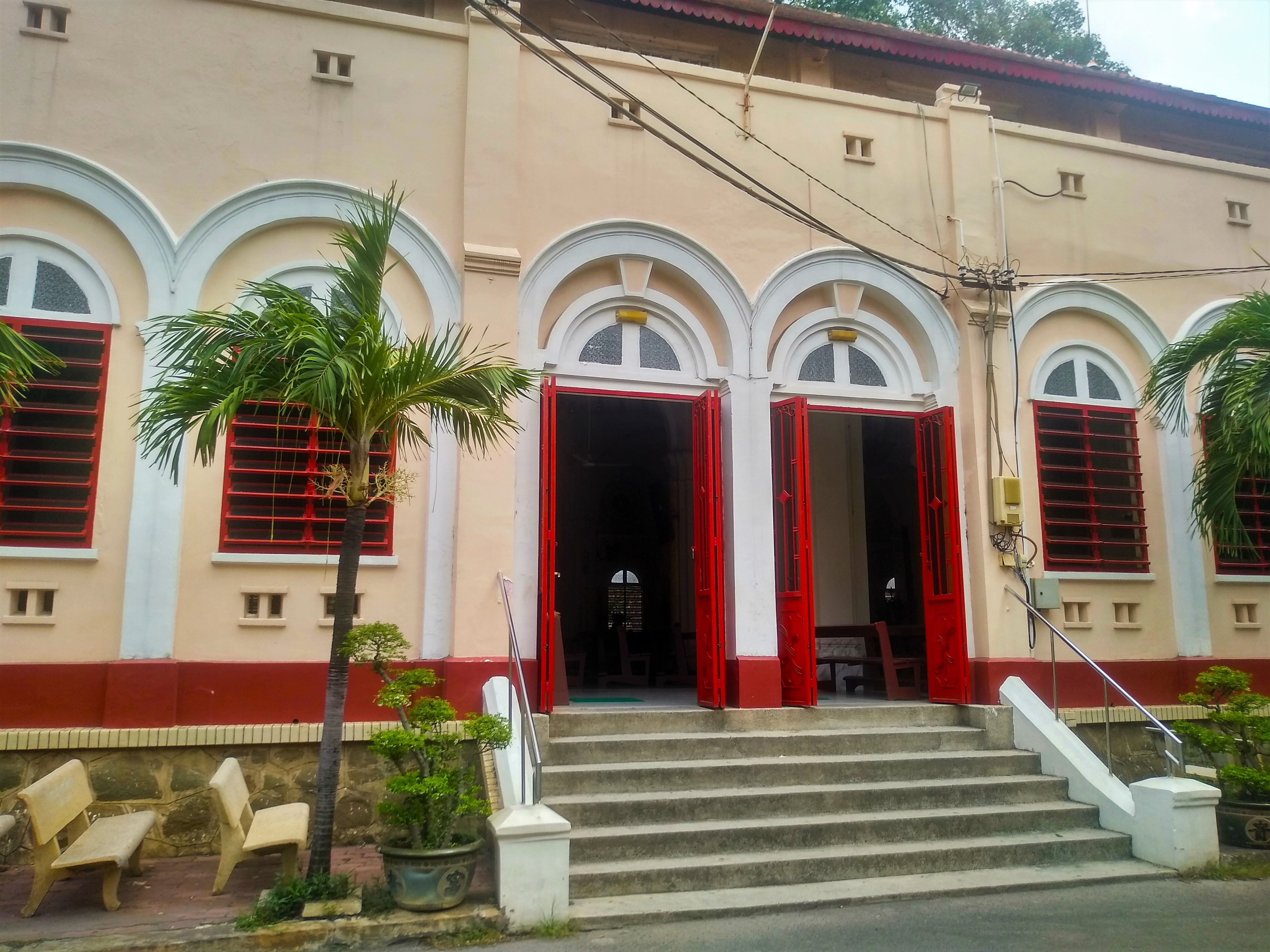
Ingresso laterale
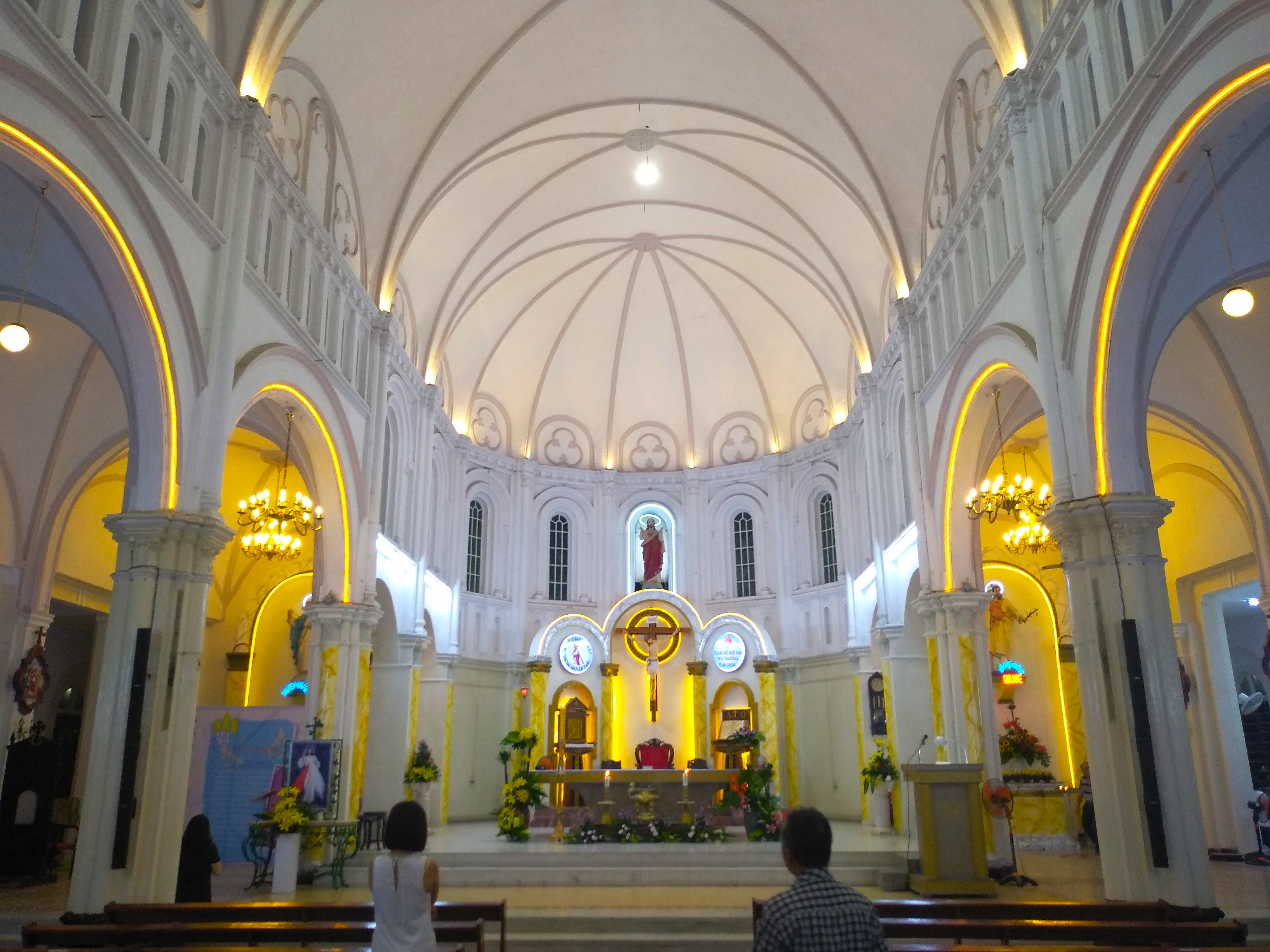
L'interno della chiesa